# Ciclismo ai Giochi della XXXII Olimpiade - BMX freestyle maschile
Le prove di BMX freestyle maschile dei Giochi della XXXII Olimpiade si sono svolte dal 31 luglio al 1º agosto 2021 all'Ariake Urban Sports Park situato a Tokyo.
Alla gara hanno preso parte 9 atleti di 8 nazioni.

## Programma
Tutti gli orari sono UTC+9
| Data           | Ora   | Turno          |
| -------------- | ----- | -------------- |
| 31 luglio 2021 | 11:20 | Qualificazione |
| 1º agosto 2021 | 11:20 | Finale         |

## Risultati

### Qualificazioni
La classifica delle qualificazioni è servita per l'ordine di partenza della finale.
| Posizione | Atleta           | Nazione       | 1ª manche | 2ª manche | Migliore |
| --------- | ---------------- | ------------- | --------- | --------- | -------- |
| 1         | Logan Martin     | Australia     | 91.90     | 90.04     | 90.97    |
| 2         | Rim Nakamura     | Giappone      | 86.20     | 89.14     | 87.67    |
| 3         | Daniel Dhers     | Venezuela     | 84.20     | 86.00     | 85.10    |
| 4         | Anthony Jeanjean | Francia       | 83.00     | 86.30     | 84.65    |
| 5         | Irek Rizaev      | ROC           | 81.20     | 81.30     | 81.25    |
| 6         | Kenneth Tencio   | Costa Rica    | 75.20     | 84.40     | 79.80    |
| 7         | Declan Brooks    | Gran Bretagna | 74.30     | 79.20     | 76.75    |
| 8         | Justin Dowell    | Stati Uniti   | 69.80     | 80.60     | 75.20    |
| 9         | Nick Bruce       | Stati Uniti   | 6.60      | 1.00      | 3.80     |

### Finale
| Posizione | Atleta           | Nazione       | 1ª manche | 2ª manche | Media |
| --------- | ---------------- | ------------- | --------- | --------- | ----- |
|           | Logan Martin     | Australia     | 93.30     | 41.40     | 93.30 |
|           | Daniel Dhers     | Venezuela     | 90.10     | 92.05     | 92.05 |
|           | Declan Brooks    | Gran Bretagna | 89.40     | 90.80     | 90.80 |
| 4         | Kenneth Tencio   | Costa Rica    | 84.20     | 90.50     | 90.50 |
| 5         | Rim Nakamura     | Giappone      | 72.20     | 85.10     | 85.10 |
| 6         | Irek Rizaev      | ROC           | 36.60     | 82.40     | 82.40 |
| 7         | Anthony Jeanjean | Francia       | 78.20     | 51.20     | 78.20 |
| 8         | Justin Dowell    | Stati Uniti   | 44.60     | 31.60     | 44.60 |
| 9         | Nick Bruce       | Stati Uniti   | 24.60     | DNS       | 24.60 |